# Hawise of Chester
Hawise of Chester; auch Hawise de Quincy, Countess of Lincoln (* zwischen 1174 und 1181; † 1243) war eine englische Adlige.

## Leben
Hawise war die vierte und jüngste Tochter von Hugh de Kevelioc, 3. Earl of Chester und von Bertrade de Montfort. Ihr Vater starb 1181, so dass sie wie ihre Geschwister ein Mündel des Königs wurde. Vor 1206 heiratete sie Robert de Quincy, den ältesten Sohn von Saer de Quincy, 1. Earl of Winchester. Ihr Mann starb bereits 1217. Nach dem Tod ihres Schwiegervaters 1219 erbte aus nicht völlig geklärten Ursachen nicht ihre Tochter Hawise die Besitzungen und den Anspruch auf den Titel Earl of Winchester, sondern Roger, ein jüngerer Bruder ihres Mannes. Ein Grund hierfür könnte sein, dass ihre Tochter bereits mit John de Lacy verlobt war, der über sie letztlich einen Anspruch auf einen der Titel ihres kinderlosen Bruders Ranulf de Blondeville, 4. Earl of Chester erhalten sollte. Vielleicht versuchte auch der für den unmündigen König Heinrich III. regierende Regentschaftsrat, vor allem der mit Ranulph of Chester verfeindete Hubert de Burgh, die Vereinigung des Quincy- und des Chester-Erbes zu verhindern. Sie selbst heiratete nach dem Tod ihres Mannes nicht erneut.
Nachdem ihr Bruder Ranulph of Chester Ende Oktober 1232 kinderlos gestorben war, erbte Hawise nach einer vor seinem Tod geschlossenen Vereinbarung dessen Titel Earl of Lincoln sowie die Herrschaft Bolingbroke mit Bolingbroke Castle. Den Titel Earl of Lincoln gab sie sofort an ihren Schwiegersohn John de Lacy weiter, der am 22. November 1232 zum Earl of Lincoln erhoben wurde. Dennoch bezeichnete sie sich selbst weiterhin als Countess of Lincoln.

## Nachkommen
Aus ihrer Ehe mit Robert de Quincy hatte sie mindestens eine Tochter: 
- Margaret de Quincy (um 1206–1266) ⚭ John de Lacy